# Ü-Tsang
Pour les articles homonymes, voir Ü (homonymie) et Tsang.

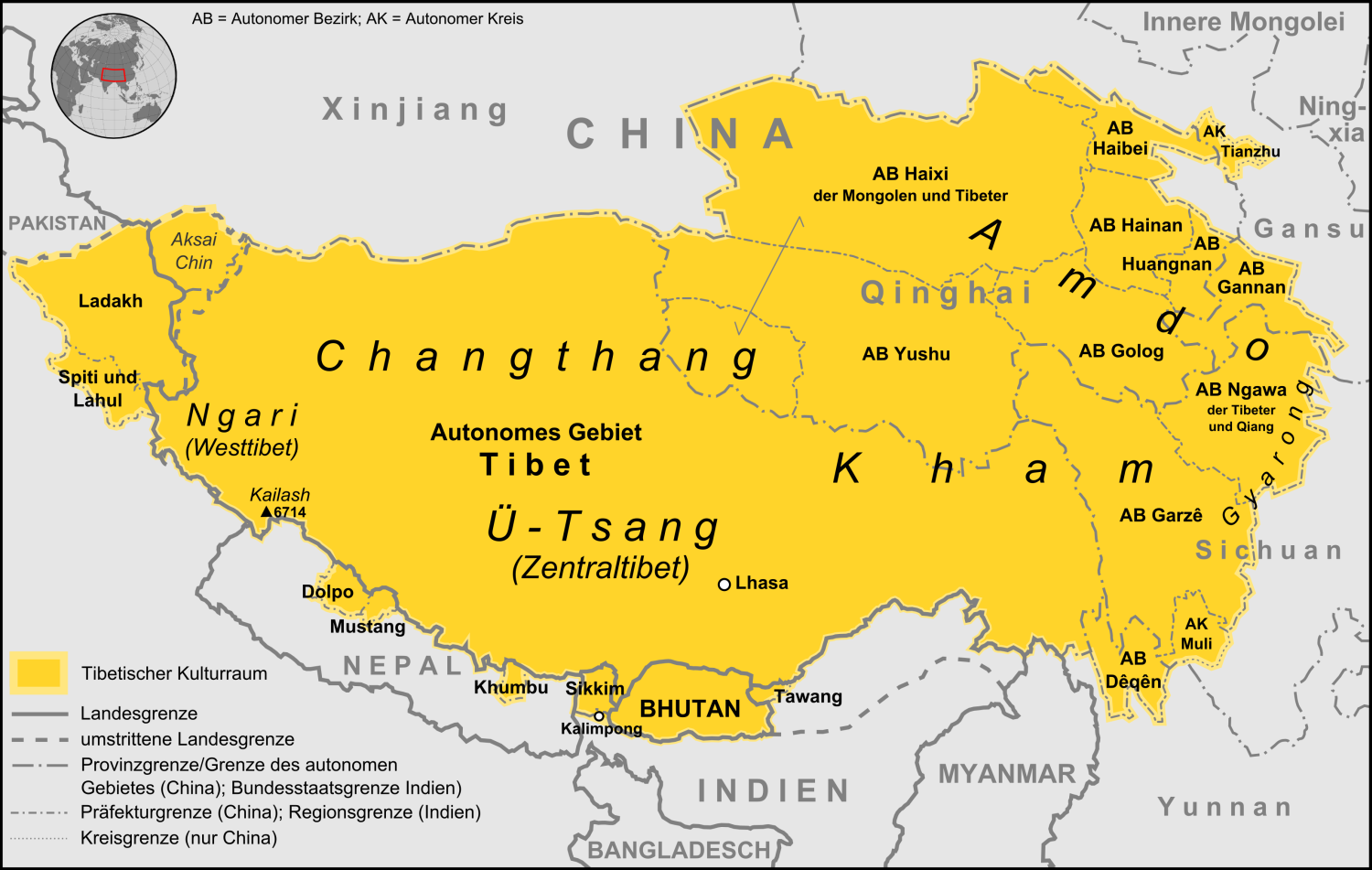
Situation de l'Ü-Tsang, Andreas Gruschke

L’Ü-Tsang (tibétain : དབུསགཙང་, Wylie : dbus gtsang, chinois : 衛藏 ; pinyin : wèizàng)) est l'union des deux provinces du Tibet que sont l'Ü et le Tsang, connue aussi sous le nom de Tibet central.

## Situation dans l'ensemble du Tibet historique
Dans la culture géographique traditionnelle tibétaine, le Tibet est divisé en trois régions, le Tibet occidental ou Tibet septentrional appelé Ngari Korsum (tibétain : མངའ་རི་སྐོར་གསུམ, Wylie : mnga' ri skor gsum, THL : ngari korsum), le Tibet central, ou aire centrale Ü-Tsang, avec les vallées et cités de Lhassa, Yarlung, Shigatsé et Gyantsé, et enfin le Tibet oriental et méridional, le Dokham (tibétain : སྨད་མདོ་ཁམས་སྒང་དྲུག, Wylie : smad mdo kham sgang drug, THL : mé dokham gang druk), composé de l'Amdo et du Kham.
La conception plus récente (postérieure au XVIIe siècle) qui domine de nos jours chez les Tibétains en exil rattache le Ngari Korsum à l'Ü-Tsang et divise le Dokham : de ce point de vue, le Tibet se divise entre Ü-Tsang, Amdo et Kham.

## Histoire

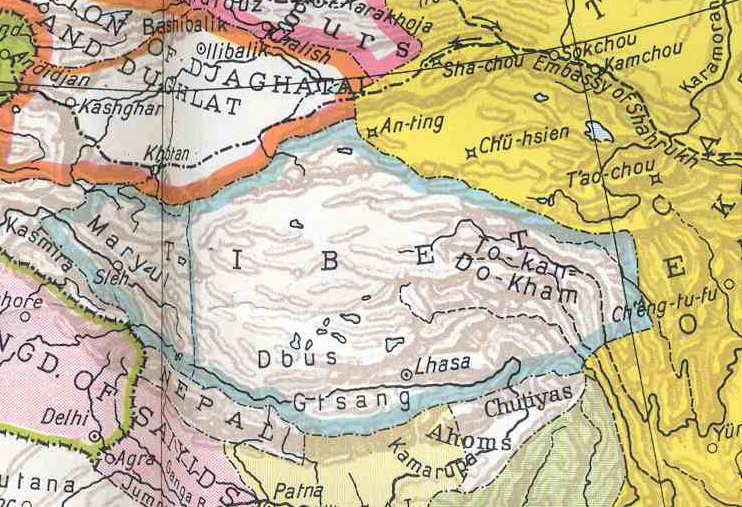
Les 3 régions du Tibet en 1415, à côté de l'empire de la dynastie Ming en jaune, d'après une carte allemande de 1935, particularité, le Ngari Korsum est noté Maryul

Sous le règne de Songtsen Gampo, les quatre régions de l'Ü-Tsang (tibétain : བར་དབུས་གཙང་རུ་བཞི, Wylie : bar dbus gtsang ru bzhi, THL : bar ütsang rushyi) sont décrites comme:
1. Uru, dans le Ü, les régions sur la rive gauche des rivières Kyichu et Tsangpo, après  Chaksam où elles se rejoignent.
2. Yoru, les régions sur leurs rives droites.
3. Yeru, dans le Tsang, sur la rive droite du Tsangpo qui coule depuis le mont Kailash.
4. Ru lag, sur la rive gauche du Tsangpo.

À la fin de l'Empire du Tibet (629 – 877), après l'assassinat du dernier empereur, Langdarma par un moine bouddhiste en 841 ou 842, ses deux fils, Yumtän et Ösung se sont disputé la succession Commence ensuite l'Ère de la fragmentation du Tibet (IXe siècle — XIIe siècle) où  les successeurs d'Ösung contrôle ensuite le Ngari, tandis que ceux de Yumtän contrôle l'Ü.
Le Ngari, est le siège du Royaume de Gugé (Xe siècle – milieu XVIIe siècle) du début de l'ère de la fragmentation à la conquête par le Khanat qoshot, sous l'impulsion de Güshi Khan.[réf. nécessaire]

### Empire mongol
Au XIIIe siècle l'Empire mongol commencé par Gengis Khan et étendu par ses descendant sous le contrôle administratif de la dynastie Yuan, conquièrent l'ensemble du Tibet. Kubilai Khan, qui installe sa capitale à Pékin et y fonde la dynastie Yuan en 1270, y choisi Drogön Chögyal Phagpa de l'école Sakya du bouddhisme tibétain comme représentants religieux et lui demande d'apdater l'écriture tibétaine à la langue mongole. La dynastie Yuan est défaite par la dynastie Ming un siècle plus tard. Pendant cette période, la dynastie contrôle le Tibet en l'organisant en treize myriarchies.[réf. nécessaire]

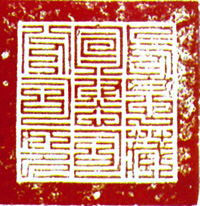
Sceau de l'Ü-Tsang sous la dynastie Ming

Altan Khan, maître de la Mongolie choisit les gelugpa pour école bouddhiste. En 1578, il donne le titre de dalaï-lama à Sonam Gyatso, titre dérivé du titre mongol Dalaiyin-qan. Ce titre est alors donné à titre posthume aux deux prédécesseurs de la lignée, et sera conservé par la suite.
La dynastie Rinpungpa contrôle une grande partie de l'Ü-Tsang, entre 1435 et 1565.[réf. nécessaire]
L'Ü-Tsang s'est constitué par l'union d'une part du Tsang (gTsang), fief des Karmapa, gouverné par la dynastie des Tsangpa et s'étendant du centre (Gyantsé - Rgyang-rtse) vers l'ouest jusqu'au Ngari, et de l’Ü (dbus) d'autre part, fief des gelugpa soutenu par les Mongols qoshots gouverné par Güshi Khan, situé dans le centre autour de Lhassa.[réf. nécessaire]
En 1620 Karma Tenkyong Wangpo devient régent du Tsang, en succédant à son père, Karma Phuntsok Namgyal. Il s'empare de Lhassa entre 1630 et 1636.
En 1642 Güshi khan défait Karma Tenkyong Wangpo au fort de Shimbatsé (centre urbain de l'actuelle Ville-préfecture de Shigatsé). Güshi khan déclare alors Lobsang Gyatso souverain du Tibet central (Dbus et Tsang). Ce dernier se fait construire sur à Lhassa, sur l'emplacement de l'ancien palais des rois du Tibet le Potala (entre 1643 et 1645). En retour, Güshi Khan, déjà maître du Koukonor, du Tsaïdam et du Tibet septentrional, est reconnu par le pontife, à Lhassa même, protecteur et vicair temporel de l’Église Jaune ? Jusqu’à sa mort en 1656. Il fut vraiment, comme l'appelait la cour de Pékin, « Le Khan des Tibétains ».

### Prise de contrôle par les Qing
À partir de 1720, profitant des guerres qui opposent les Mongols dzoungars et Qoshots au Tibet, et de l'invasion de la Mongolie extérieure par les Dzoungars, la dynastie Qing, alliée aux Mongols khalkhas prend le contrôle sur le Tibet central et y intronise définitivement le dalaï-lama, en contrôlant le choix de ses « réincarnations », via une urne d'or tout en y gardant le contrôle via des ambans. Le kashag, parlement tibétain, est alors créé. Le titre de kalön également comme titre de représentant.[réf. nécessaire]

### Révolution chinoise de 1911
En 1912, le Tibet libéré de la présence militaire chinoise et gouverné par le dalaï-lama correspond aux régions de l'Ü-Tsang et du Ngari. L'ensemble du Kham étant alors inclus dans le District spécial de Chuanbian, puis la province du Xikang. Les zones de mixité comportant des cultures tibétaines étant divisé au sein des provinces frontalières ; Gansu (comportant également entre autres Hui et Yugur), Qinghai (Mongols, Yugurs, Monguors (ou Tu) et Huis), Sichuan (Yi, Qiangs), Yunnan (Bai, Naxi, Mosuo, etc.). Ces régions, hors de l'Ü-Tsang comportaient généralement des Tusi (cheftaines tribales locales), créés à partir de la dynastie Yuan, à l'image du royaume de Dergé de culture tibétaine, au Kham oriental.[réf. nécessaire]

### Région autonome du Tibet
La région autonome du Tibet correspond aujourd'hui à peu de chose près à l'ensemble formé par l'Ü, le Tsang, le Ngari et le Kham occidental, proche de son état sous la dynastie Qing, avant l'établissement de la voie du Bian occidental.[réf. nécessaire]